# Президент Пакистану

Штандарт Президента Пакистану

Президент Пакистану (урду صدر مملکت) — глава держави Пакистан. Посада запроваджена у 1956 р. після проголошення Пакистану республікою. Згідно з конституцією президент обирається колегією вибірників строком на п'ять років. У колегію вибірників входять депутати Національної асамблеї, члени Сенату, а також парламентів чотирьох провінцій. Президент може бути переобраний, але не більше ніж двічі поспіль. Проти президента може бути задіяна процедура імпічменту з подальшою його відставкою, в разі якщо за це проголосує дві третини парламенту.
Посада президента Пакистану традиційно є лише номінальною, реальна влада знаходиться в руках прем'єр-міністра. Поточна конституція дає президенту право розпускати Національну асамблею, призначаючи нові вибори, і право відправляти у відставку прем'єр-міністра, хоча на ці рішення може бути накладено вето Верховного суду. Президент також очолює Раду національної безпеки і є головнокомандувачем збройних сил країни.
Час від часу в історії незалежного Пакистану більшість влади переходила від президента до прем'єр-міністра і навпаки. Так, наприклад, повновладними диктаторами були президенти Аюб Хан, Зія уль Хак, Первез Мушараф.
У квітні 2010 року президент Пакистану Асіф Алі Зардарі підписав поправки до конституції, що обмежують його повноваження. Відповідно до підписаних президентом поправками до основного закону країни, глава держави позбудеться можливості звільняти прем'єр-міністра, призначати глав військового командування, самовільно розпускати парламент і вводити режим надзвичайного стану.

## Перелік президентів Пакистану
| Фото | Ім'я                  | Роки життя | Початок повноважень | Кінець повноважень |
| ---- | --------------------- | ---------- | ------------------- | ------------------ |
|      | Іскандер Мірза        | 1899–1969  | 1956                | 1958               |
|      | Аюб Хан               | 1907–1974  | 1958                | 1969               |
|      | Ях'я Хан              | 1917–1980  | 1969                | 1971               |
|      | Зульфікар Алі Бхутто  | 1928 —1979 | 1971                | 1973               |
|      | Фейзал Чоудхурі       | 1904–1982  | 1973                | 1978               |
|      | Мохаммад Зія-уль-Хак  | 1924—1988  | 1978                | 1988               |
|      | Гулам Ісхак Хан       | 1915–2006  | 1988                | 1993               |
|      | Васім Саджад т.в.о.   | нар. 1941  | 1993                | 1993               |
|      | Фарук Легарі          | 1940–2010  | 1993                | 1997               |
|      | Васім Саджад т.в.о.   | нар. 1941  | 1997                | 1998               |
|      | Рафік Тарар           | 1929–2022  | 1998                | 2001               |
|      | Первез Мушарраф       | 1943—2023  | 2001                | 2008               |
|      | Мухаммад Сумро т.в.о. | нар. 1950  | 2008                | 2008               |
|      | Асіф Алі Зардарі      | нар. 1955  | 2008                | 2013               |
|      | Мамнун Хусейн         | 1941–2021  | 2013                | 2018               |
|      | Аріф Алві             | нар. 1949  | 2018                | 2023               |
|      | Асіф Алі Зардарі      | нар. 1955  | 2023                |                    |